# Isabella Valancy Crawford

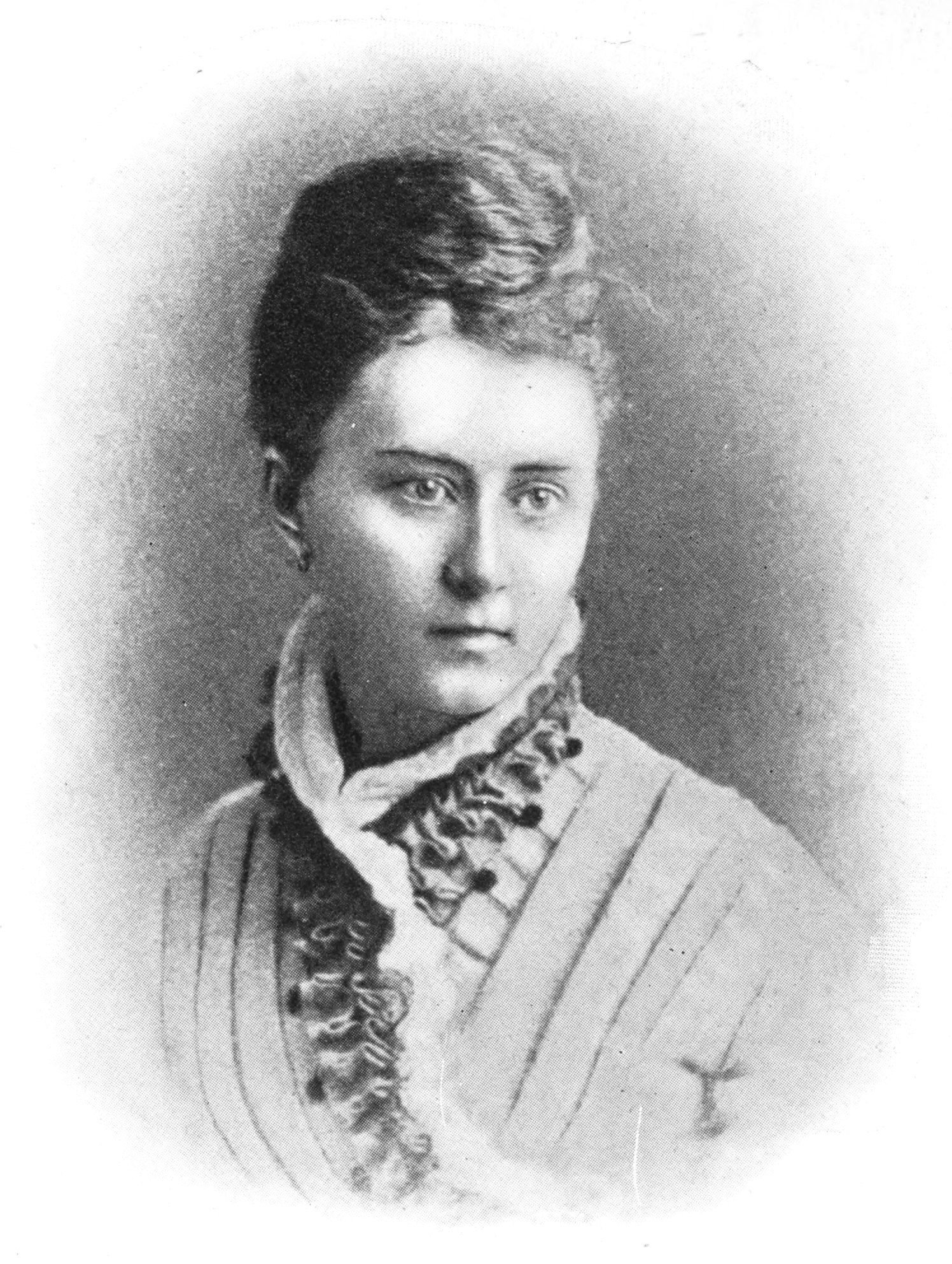
Isabella Valancy Crawford (um 1919)

Isabella Valancy Crawford (* 25. Dezember 1850 in Dublin, Irland; † 12. Februar 1887 in Toronto, Kanada) war eine kanadische Lyrikerin und Schriftstellerin.

## Leben
Die 1850 in Dublin geborene Schriftstellerin entstammte einer sehr kinderreichen irischen Familie und kam bereits mit acht Jahren mit ihren Eltern nach Kanada. Dort lebte die Familie an verschiedenen Orten des heutigen Bundesstaates Ontario, zuerst in Paisley am Saugeen River. Der Vater war Arzt, dennoch starben von den 12 Kindern der Familie neun. Die Familie zog 1864 nach Lakefield bei den Kawartha Seen, wo sie 8 Jahre lang blieb, ehe sie in Peterborough ansässig wurde. Nach dem Tod des Vaters 1875 verdiente sie ihren Lebensunterhalt und den ihrer Mutter durch das Schreiben von Kurzgeschichten und Gedichten, die sie an amerikanische und kanadische Zeitschriften verkaufte. Zu ihren Lebzeiten konnte sie hingegen nur ein einziges Buch, einen Lyrikband, und auch den nur auf eigene Kosten, veröffentlichen. Crawford lebte mit ihrer Mutter fast ein Jahrzehnt in Toronto in ärmlichen Verhältnissen und starb bereits mit 36 Jahren.
Crawford ist eine der ersten und bedeutendsten Lyrikerinnen und Schriftstellerinnen des 19. Jahrhunderts in Kanada. Es gibt fast keine Übersetzungen ins Deutsche.
Für ihr Werk ehrte die kanadische Regierung, vertreten durch den für das Historic Sites and Monuments Board of Canada zuständigen Minister, am 21. Mai 1947 Isabella Crawford und erklärte sie zu einer „Person von nationaler historischer Bedeutung“.

## Werke
- Extradited. Erzählung, 1886; wieder in Stories by canadian women. Hg. Rosemary Sullivan. Oxford University Press, Toronto 1984
  - Übers. Cornelia C. Walter: Ausgeliefert. In: Frauen in Kanada. Erzählungen und Gedichte. dtv, 1993, S. 22–37.
- Old Spookses' Pass, Malcolm's Katie and Other Poems. Gedichte, 1884
- The Collected Poems of Isabella Valancy Crawford. Gedichte, 1905
- Collected Poems. Gedichte, 1972
- Selected Stories. Erzählungen, 1975
- Hugh and Ion. Gedicht, 1977
- Fairy Tales. 1977
- The Halton Boys. 1979
- Malcolm's Katie: A Love Story. Gedicht, 1987